# Avenár
Az Avenár valószínűleg héber eredetű férfinév, jelentése ez esetben: az atya fény, szövétnek.

## Gyakorisága
Az 1990-es években szórványosan fordult elő, a 2000-es években nem szerepel a 100 leggyakoribb férfinév között.

## Névnapok
- július 30.[2]